# Труа-Ривьер Лайонс
«Труа-Ривьер Лайонс» (фр. Lions de Trois-Rivières, англ. Trois-Rivières Lions) — профессиональная хоккейная команда, играющая в Северном дивизионе Восточной конференции ECHL. Базируется в городе Труа-Ривьер, провинция Квебек, Канада. «Лайонс» аффилированы с командами «Монреаль Канадиенс» из НХЛ и «Лаваль Рокет» из АХЛ.
«Лайонс» начали своё выступление с сезона 2021–22. Команда названа в честь «Труа-Ривьер Лайонс», единственной предыдущей профессиональной команды, которая играла в городе с 1955 по 1960 год.